# Jean-Agathe Micaud
Jean-Agathe Micaud (Déservillers, 5 février 1770 - Besançon, 2 février 1860) est un homme politique français, qui fut notamment maire de Besançon de 1835 à 1843.

## Biographie
Jean-Agathe Micaud est issu d'une famille de cultivateurs de Déservillers, et entre d'abord au Grand séminaire de Besançon en 1789. Mais dans cette période d'agitation révolutionnaire, il s'engage finalement dans l'armée de Rhin-et-Moselle avant de devenir notaire dans sa commune natale entre 1797 et 1799. Il est président de l'administration municipale de Besançon puis du département du Doubs, sous le Directoire en mars 1799. Il devient ensuite sous-préfet de Saint-Hippolyte de 1800 à 1802, puis de Pontarlier de 1802 jusqu'en juillet 1815,,. Il est nommé premier adjoint de Besançon en 1830, et élu maire du 14 mars 1835 jusqu'à sa démission et l'arrivée de son successeur et beau-fils Léon Bretillot le 15 août 1843,,. Jean-Agathe Micaud fut également membre honoraire de l'Académie de Besançon, conseiller général du canton d'Amancey de 1832 à 1854, vice-président du conseil général du Doubs de 1848 à 1854,, et fait chevalier puis officier de la légion d'honneur en 1832 et 1844. Son nom reste étroitement associé à celui de la promenade éponyme de Besançon, qu'il a mis en place et inauguré le 12 juin 1844. Il est décédé en 1860, et sera inhumé au cimetière des Chaprais. Une rue de Déservillers porte son nom.